# Här börjar äventyret
Här börjar äventyret är en svensk-finsk svartvit film från 1965 med regi och manus av Jörn Donner. I rollerna ses bland andra Harriet Andersson, Matti Oravisto och Claude Titre.

## Om filmen
Inspelningen ägde rum i Helsingfors med omnejd, Filmstaden Råsunda och Berlin med Göran Lindgren som producent och Jean Badal som fotograf. Den klipptes senare ihop av Per Kraft och Wic' Kjellin och premiärvisades den 17 december på biografen Astoria i Stockholm.
Donner fick 1966 motta en Jussistatyett i kategorin bästa manus och Senni Nieminen samma pris för bästa biroll.

## Rollista
- Harriet Andersson	– Anne Englund, svensk modedirektris
- Matti Oravisto – Toivo Pajunen, finländsk arkitekt
- Claude Titre – Jacques, fransk affärsman
- Göran Cederberg – Stig Gustavsson, finlandssvensk arkitekt
- Matti Lehtelä – man i Brunnsparken
- Ulla Eklund – Toivos sekreterare
- Tauno Majuri	– Professor Ståhlberg
- May-Britt Seitava – Eila
- Seija Siikamäki – Maija
- Tea Ista – modedirektrisen
- Cyril Szalkiewizc – man på fest
- Sakari Jurkka	– byggmästaren
- Tauno Söder – Hans kollega
- Sven Selander	– vaktmästaren i Riksdagshuset
- Kuuno Honkonen – Kalle Pajunen, Toivos bror
- Senni Nieminen – kvinnan i trähuset
- Hannes Veivo – Vilhelmi, mannen i trähuset
- Auvo Nuotio – poliskommissarien
- Pehr-Olof Sirén – fiskaren
- Sylva Rossi – hans fru